# Fabio Gava
Fabio Gava (Godega di Sant'Urbano, 26 ottobre 1949) è un politico italiano.

## Biografia
Laureato in giurisprudenza all'Università degli Studi di Padova, avvocato civilista, ha cominciato a fare politica nelle file dei giovani del Partito Liberale Italiano, al quale è iscritto dal 1967. Nel 1994 passa a Forza Italia e nel 1995 viene eletto nel Consiglio Regionale del Veneto, dove viene nominato assessore al Bilancio. Riconfermato nelle successive legislature regionali (2000 e 2005), ricopre dapprima l'incarico di vicepresidente e di assessore alle Politiche Sanitarie, e successivamente di assessore alle Politiche Economiche.
Con le politiche del 2008 viene eletto, nelle liste del Popolo della Libertà, di cui è vice coordinatore provinciale vicario a Treviso alla Camera dei deputati. Capogruppo PdL in Commissione Attività Produttive della Camera e membro della Giunta per il Regolamento nonché Segretario della Giunta delle Autorizzazioni a procedere della Camera dei Deputati, Gava è stato relatore per negare le misure cautelari nei confronti di Marco Mario Milanese, ex consigliere politico del Ministro dell'Economia Giulio Tremonti.
Gava è considerato politicamente vicino alle idee degli ex ministri Claudio Scajola e Giuseppe Pisanu, nonché all'ex Presidente del Veneto Giancarlo Galan.
Il 14 ottobre 2011 decide apertamente di non partecipare al voto sulla fiducia al Governo. Il 3 novembre 2011 firma insieme a tre deputati già ex PdL Roberto Antonione, Giustina Destro e Giancarlo Pittelli una lettera in cui invitano il premier Berlusconi ad agire da uomo di Stato e formare un nuovo Governo. La lettera è sottoscritta in modo inaspettato anche da Isabella Bertolini e Giorgio Stracquadanio, due deputati ancora nel PdL considerati dei falchi berlusconiani per la loro fedeltà al premier e la totale condivisione del suo agire politico e personale.
L'8 novembre 2011 è uno dei deputati della maggioranza che non vota il Rendiconto Generale dello Stato 2010 portando alla crisi del Governo Berlusconi IV e alle dimissioni del premier.
Il 12 novembre 2011 Gava lascia ufficialmente il gruppo alla Camera del Pdl. Lo stesso giorno fonda insieme a due deputati ex Pdl Roberto Antonione e Giustina Destro (dimessasi dal Pdl lo stesso giorno), al deputato del Gruppo misto, non iscritto ad alcuna componente e anche lui ex Pdl Giancarlo Pittelli e all'ex capogruppo di Popolo e Territorio Luciano Mario Sardelli una nuova componente nel Gruppo misto denominata "Liberali per l'Italia-PLI". Nel 2012 alla componente si aggiungono altri 5 deputati ex PdL della componente Italia Libera usciti in dissenso dal gruppo rispetto alla linea di ostilità verso il Governo tecnico e il premier Monti tra cui Gaetano Pecorella, Isabella Bertolini, Giorgio Stracquadanio, Roberto Tortoli e Franco Stradella dando vita alla componente unitaria Italia Libera-Liberali per l'Italia-Partito Liberale Italiano di cui Antonione sarà capogruppo unico.
Alle elezioni politiche del 2013 è candidato al Senato della Repubblica, in regione Veneto, in terza posizione nella lista Con Monti per l'Italia, risultando il primo dei non eletti.
Il 14 aprile 2022 è eletto nuovo segretario di Democrazia Liberale, partito fondato dall'ex senatore Enzo Palumbo, di cui è anche presidente.
In vista delle elezioni europee del 2024, Democrazia Liberale aderisce alla lista promossa da Azione "Azione - Siamo Europei".